# Solanum lachneion
Solanum lachneion är en potatisväxtart som beskrevs av Carl Lebrecht Udo Dammer. Solanum lachneion ingår i släktet skattor som ingår i familjen potatisväxter. Inga underarter finns listade i Catalogue of Life.